# Julie, Klaartje en Cécile
Julie, Klaartje en Cécile is een Belgische stripreeks van tekenaar Sidney en scenarist Bom.

## Verhaal
De verhalen gaan over de belevenissen van de drie meisjes Julie, Klaartje en Cécile. Het zijn over het algemeen grappige, dagelijkse gebeurtenissen die in veelal korte verhalen beschreven worden, hoewel ze ook enkele lange avonturen beleven, die een heel album vullen.
In de eerste boeken zitten ze nog op de middelbare school en gaan de meeste verhalen over de klas en de leraren, en dan vooral over de wiskunde- en aardrijkskunde-leraren. In de latere albums gaan ze naar de universiteit, maar gaan de verhalen vrijwel niet meer over de school.
Julie is het zachtaardige, ingetogen meisje: ze houdt van fotograferen en heeft al exposities gehouden. Klaartje is een typische jongensgek, ze doet dingen zonder na te denken en probeert vervelende (huishoudelijke) karweitjes te vermijden. Cécile is de intellectueel van de drie: ze wil altijd alles organiseren en is bepaald niet op haar mondje gevallen. De drie meisjes wonen samen in een appartement, wat vaak komische en herkenbare situaties oplevert.

## Albums
Er zijn tot nu toe 24 albums verschenen waarvan 20 vertaald zijn in het Nederlands. 
1. 1986 - Ach, weet je... kerels (Moi, tu sais, les mecs!)
2. 1987 - Wow, heb je die gezien! (Hé! T'as vu celui-là)
3. 1987 - Waar het hart vol van is... (Moi, et moi, émois!)
4. 1988 - Vrolijk en vrij! (On s'éclate!)
5. 1988 - Wat een puinhoop! (C'est la jungle!)
6. 1989 - Wanneer is het vakantie? (C'est quand les vacances?)
7. 1990 - De vermiste (La disparue!)
8. 1991 - Recht uit het hart (À plein cœur!)
9. 1992 - Het eeuwenoude balsem (La poudre cachée)
10. 1993 - Buigen of barsten (Ça passe ou ça casse)
11. 1994 - Doldwaze zwerftocht (Odyssée dingue)
12. 1996 - S.O.S. meisjes (S.O.S. filles!)
13. 1997 - Dit is pas het begin! (Ils n'ont encore rien vu!)
14. 1999 - Malle meiden (Ces filles sont folles)
15. 2000 - Operatie showbizz (Opération showbiz)
16. 2001 - Leve het leven, leve de liefde! (À la vie, à l'amour!)
17. 2002 - Zeg dat je van me houdt! (Dis-moi que tu m'aimes!)
18. 2003 - Alles naar wens? (Ça va, les filles?)
19. 2004 - Trop is teveel! (Trop, C'est too much)
20. 2005 - Girl power (Mecs plus ultra)
21. 2006 - Les amis de mes amies
22. 2007 - Ainsi sont-elles!
23. 2009 - Ton mec à moi!
24. 2013 - Cinq ans après